# NGC 4201
NGC 4201 في الفهرس العام الجديد، هي مجرة، تقع في كوكبة العذراء. اكتشفت في 1886 بواسطة فرانسيس بريسيرفد ليفنوورث.

## روابط خارجية
- NGC 4201 على موقع ويكي سكاي: DSS2, SDSS, GALEX, IRAS, Hydrogen α, X-Ray, Astrophoto, Sky Map, Articles and images